# MTV Unplugged (альбом Шона Мендеса)
MTV Unplugged — другий концертний альбом канадського співака і автора пісень Шона Мендеса. Альбом записаний у Ace Hotel Los Angeles у Лос-Анджелесі, у вересні 2017 року. Альбом випущено у світі 3 листопада 2017 року.

## Комерційна успішність
MTV Unplugged дебютував на 71 сходинці чарту США отримавши 9.000 альбомноеквівалентних одиниць, з яких 3.000 становили традиційні продажі альбому.

## Трек-лист
| #   | Назва                             | Автор                                                                              | Тривалість |
| --- | --------------------------------- | ---------------------------------------------------------------------------------- | ---------- |
| 1.  | «There's Nothing Holdin' Me Back» | Шон Мендес Тедді Гейгер [en] Джефф Ворбертон Скотт Гарріс [en]                     | 3:30       |
| 2.  | «Ruin»                            | Гарріс Мендес Зубін Тхаккар Ворбертон Ідо Змішлані                                 | 6:21       |
| 3.  | «Stitches»                        | Гейгер Деніел Кайрікідс Паркер                                                     | 4:23       |
| 4.  | «Three Empty Words»               | Гарріс Мендес Ворбертон Змішлані                                                   | 4:19       |
| 5.  | «Patience»                        | Мендес Гарріс Гейгер                                                               | 3:!3       |
| 6.  | «Bad Reputation»                  | Гарріс Мендес Ворбертон                                                            | 5:11       |
| 7.  | «Don't Be a Fool»                 | Гарріс Мендес Ворбертон                                                            | 5:37       |
| 8.  | «Roses»                           | Мендес Тобіас Джессо-молодший [en] Том Голл [en]                                   | 4:14       |
| 9.  | «Mercy»                           | Гейгер Ільзі Жюбер [en] Мендес Денні Паркер [en]                                   | 3:48       |
| 10. | «Never Be Alone»                  | Мендес Гарріс Мартін Терефе [en] Глен Скотт [en]                                   | 4:49       |
| 11. | «Use Somebody / Treat You Better» | Калеб Фолловіл Нейтан Фолловіл Джаред Фолловіл Метью Фолловіл Мендес Гарріс Гейгер | 5:16       |

## Чарти
MTV Unplugged дебютував на 71 чарту США з 9.000 альбомно-еквівалентних одиниць, з яких 3.000 — чисті продажі.
| Чарт (2017)                                  | Найвища позиція |
| -------------------------------------------- | --------------- |
| Австрія Austrian Albums (Ö3 Austria)         | 40              |
| Бельгія Belgian Albums (Ultratop Flanders)   | 51              |
| Бельгія Belgian Albums (Ultratop Wallonia)   | 197             |
| Канада Canadian Albums (Billboard)           | 35              |
| Хорватія Croatian Foreign Albums (IFPI)      | 32              |
| Нідерланди Dutch Albums (MegaCharts)         | 65              |
| Німеччина German Albums (Media Control)      | 59              |
| Португалія Portuguese Albums (AFP)           | 38              |
| Іспанія Spanish Albums (PROMUSICAE)          | 35              |
| Швейцарія Swiss Albums (Schweizer Hitparade) | 38              |
| США Billboard 200                            | 71              |

## Історія випуску
| Регіон | Дата             | Формат(и)                   | Лейбл                                | Каталог      | Прим.         |
| ------ | ---------------- | --------------------------- | ------------------------------------ | ------------ | ------------- |
| Світ   | 3 листопада 2017 | Цифрове завантаження, вініл | Island Records Universal Music Group | 060256708929 | [ 14 ] [ 15 ] |